# Niger op de Olympische Zomerspelen 1984
Niger nam deel aan de Olympische Zomerspelen 1984 in Los Angeles, Verenigde Staten. Niger keerde terug op de Olympische Spelen na de Spelen van 1976 en de Spelen van 1980 te hebben geboycot. Er werden geen medailles gewonnen voor Niger.

## Deelnemers en resultaten

### Atletiek
| Olympiër         | Discipline | Resultaat | Prestatie                  |
| ---------------- | ---------- | --------- | -------------------------- |
| Moussa Daweye    | 800m (m)   | DSQ       | serie 7: gediskwalificeerd |
| Adamou Allassane | 1500m (m)  | 44e       | serie 4: 9de in 3.56,43    |

### Boksen
| Olympiër         | Discipline | Resultaat | Prestatie                                 |
| ---------------- | ---------- | --------- | ----------------------------------------- |
| Chibou Amna      | -51kg (m)  | 17e       | 1ste ronde: V van TAN Mwaba: 0-5          |
| Boubacar Soumana | -57kg (m)  | 32e       | 1ste ronde: V van CAN Pagendam: knock-out |

Algerije · Amerikaanse Maagdeneilanden · Andorra · Antigua en Barbuda · Argentinië · Australië · Bahama’s · Bahrein · Bangladesh · Barbados · België · Belize · Benin · Bermuda · Bhutan · Birma · Bolivia · Bondsrepubliek Duitsland · Botswana · Brazilië · Britse Maagdeneilanden · Canada · Centraal-Afrikaanse Republiek · Chili · China · Chinees Taipei · Colombia · Congo-Brazzaville · Costa Rica · Cyprus · Denemarken · Djibouti · Dominicaanse Republiek · Ecuador · Egypte · El Salvador · Equatoriaal-Guinea · Fiji · Filipijnen · Finland · Frankrijk · Gabon · Gambia · Ghana · Grenada · Griekenland · Groot-Brittannië · Guatemala · Guinee · Guyana · Haïti · Honduras · Hongkong · Ierland · IJsland · India · Indonesië · Irak · Israël · Italië · Ivoorkust · Jamaica · Japan · Joegoslavië · Jordanië · Kaaimaneilanden · Kameroen · Kenia · Koeweit · Lesotho · Libanon · Liberia · Liechtenstein · Luxemburg · Madagaskar · Malawi · Maleisië · Mali · Malta · Marokko · Mauritanië · Mauritius · Mexico · Monaco · Mozambique · Nederland · Nederlandse Antillen · Nepal · Nicaragua · Nieuw-Zeeland · Niger · Nigeria · Noord-Jemen · Noorwegen · Oeganda · Oman · Oostenrijk · Pakistan · Panama · Papoea-Nieuw-Guinea · Paraguay · Peru · Portugal · Puerto Rico · Qatar · Roemenië · Rwanda · Salomonseilanden · Samoa · San Marino · Saoedi-Arabië · Senegal · Seychellen · Sierra Leone · Singapore · Soedan · Somalië · Spanje · Sri Lanka · Suriname · Swaziland · Syrië · Tanzania · Thailand · Togo · Tonga · Trinidad en Tobago · Tsjaad · Tunesië · Turkije · Uruguay · Venezuela · Verenigde Arabische Emiraten · Verenigde Staten · Zaïre · Zambia · Zimbabwe · Zuid-Korea · Zweden · Zwitserland